# Caspian Airlines
Caspian Airlines (en persan : هواپیمایی کاسپین, Havāpeymai-e Kaspian) est une compagnie aérienne basée à Téhéran, en Iran. Elle assure des services entre Téhéran et les autres grandes villes d'Iran et l'Ukraine et l'Arménie. Sa base principale est à l'Aéroport international Mehrabad, Téhéran.

## Codes

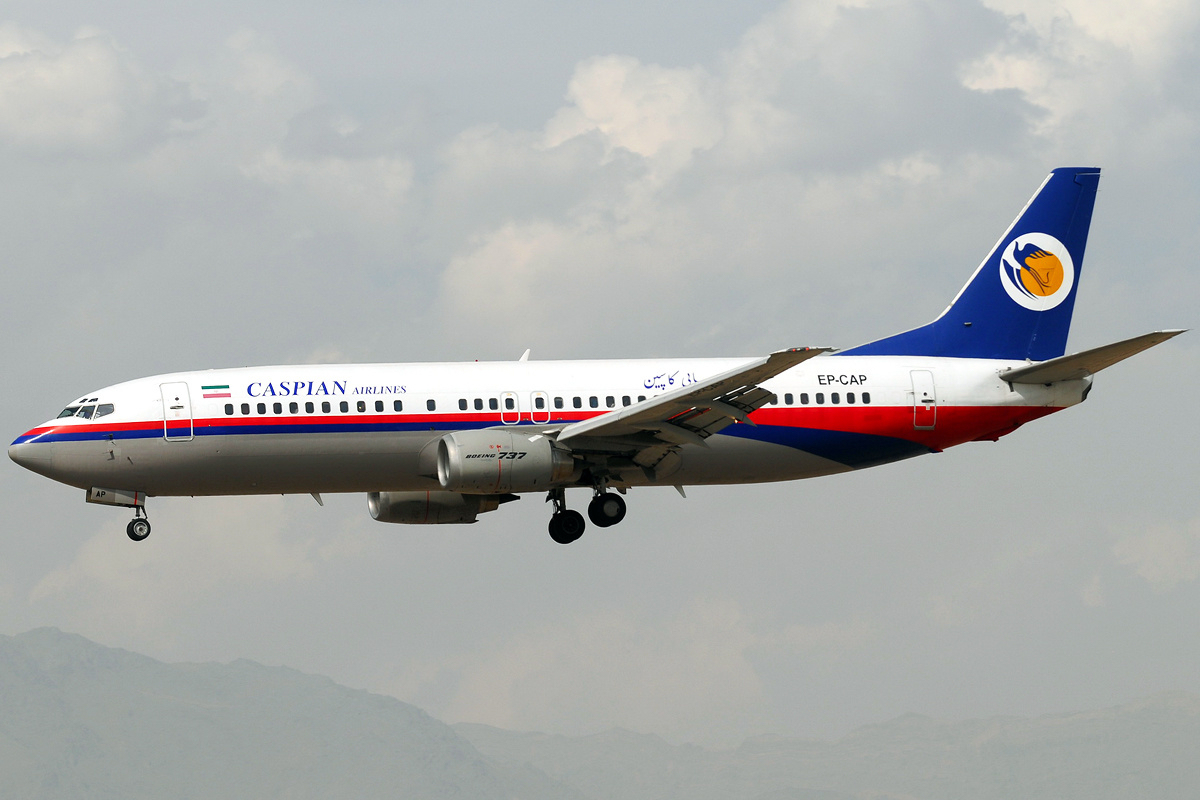
Boeing 737-400 de Caspian Airlines à l'approche de l'aéroport international de Mehrabad

- Code IATA: RV
- Code OACI: CPN
- Indicatif d'appel: CASPIAN[1]

## Histoire
La compagnie a été fondée en 1993 et commence à opérer en septembre 1993. C'est une entreprise conjointe irano-russe.

## Services
Caspian Airlines exploite les lignes suivantes (en octobre 2006) :
- destinations régulières nationales: Ahvaz, Mashhad, Tabriz et Téhéran (Aéroport international Imam Khomeini).
- destinations internationales régulières: Budapest, Damas, Dubaï, Kiev (Aéroport de Kiev Boryspil), Minsk et Erevan.

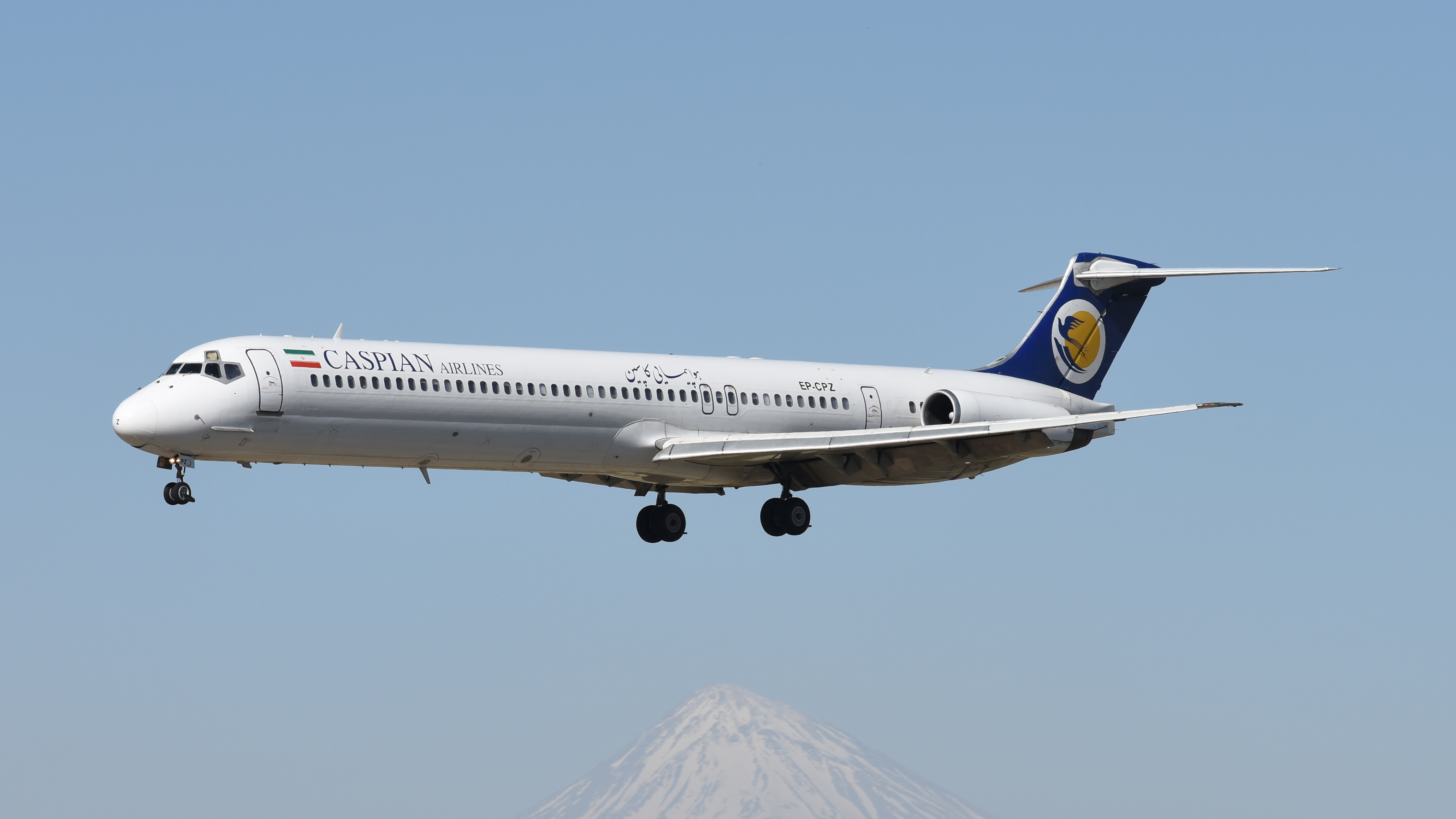
McDonnell Douglas MD-83 de Caspian Airlines

## Flotte

### Flotte actuelle
La flotte de la Caspian Airlines comprend les avions suivants (en 2020):

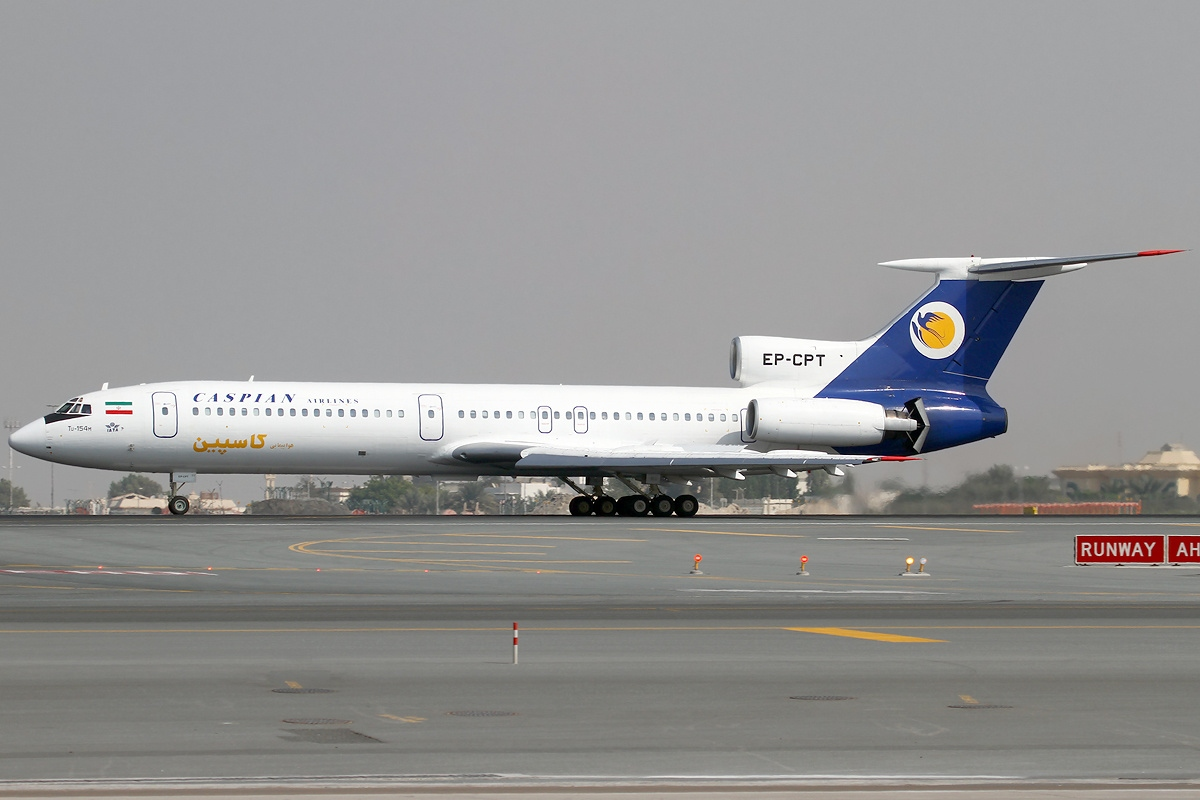
Un ancien Tupolev Tu-154M de Caspian Airlines

### Flotte en retraite
- Boeing 737-300
- McDonnell Douglas MD-82
- Tupolev Tu-154

## Crash
Le 15 juillet 2009 le vol 7908 de la compagnie s'écrase au nord de l'Iran, 168 personnes étaient à bord.